# Мухарем Сербезовски
Мухарем Сербезовски (Скопље, 2. мај 1950) македонски је певач народне музике, писац и политичар ромског порекла. Живи и ради у БиХ.

## Биографија
Рођен је у скопској општини Шуто Оризари. У Сарајеву је завршио Филозофски факултет. Магистрирао је филозофију, а ради и на докторату.
Написао је више од триста песама, неколико књига од којих су најпознатије: 
- Шарени дијаманти
- Цигани А категорије
- Рат циганских богова.

Збирке поезије:
- Путеви ветрова и Цигана (1999)
- Цигани и људска права (2000)
- Јасине (превод) (2001)
- Превод Курана на ромски језик (2005).

Тренутно ради на преводу Библије, хадиса, Старог и Новог завета и неких познатих књижевних дела (Рат и мир, Злочин и казна, Сто година самоће) на ромски језик. Мухаремов брат Ајнур такође је певач.

## Дискографија
- Џемиле (ЕП, ПГП РТБ, 1968)
- Шта ће ми богатство (ЕП, ПГП РТБ, 1969)
- Још увек те волим/ Дођи у години један дан/ Трагична љубав/ Врати ми се вољена (ЕП, ПГП РТБ, 1970)
- Спавај, чедо, спавај (ЕП, ПГП РТБ, 1972)
- Раму раму (ЕП, ПГП РТБ, 1974)
- Хајде сви да певамо (сингл, ПГП РТБ, 1975)
- Рамајана / Издајицо срца мог (сингл, ПГП РТБ, 1977)
- Зашто су ти косе побелеле друже (сингл, ПГП РТБ, 1977)
- Сузана, волим те (сингл, Југотон, 1979)
- Зашто су ти косе побелеле друже (албум, ПГП РТБ, 1984)

## Фестивали
- 1968. Београдски сабор - Хатиџе
- 1970. Илиџа - Циганин сам и умем да волим
- 1971. Илиџа - Циганко, ватреног ока, друга награда публике
- 1973. Илиџа - Чекаћу те ја
- 1975. Илиџа - Јаблан вити
- 1975. Хит парада - Хајде, сви да певамо
- 1975. Југословенски фестивал Париз - Зелено, зелено
- 1985. Хит парада - Чија ли си
- 2008. Илиџа - Циганко, ватреног ока (Вече легенди фестивала)
- 2008. Илиџа - Ево долазим
- 2011. Бихаћ - Клетва
- 2014. Гранд фестивал - Ниси све изгубила
- 2023. Илиџа - За венчаним столом / Циганко, ватреног ока, ревијално вече фестивала
- 2024. Илиџа - Нисам знао, нисам ни могао знати (Ревијално вече фестивала Златни микрофон)